# Tremayne Anchrum
Tremayne Anchrum (* 24. Juni 1998 in Powder Springs, Georgia) ist ein US-amerikanischer American-Football-Spieler der Houston Texans in der National Football League (NFL). Er spielt zurzeit für die Jacksonville Jaguars als Offensive Lineman. Von 2020 bis 2023 stand Anchrum vier Jahre lang bei den Los Angeles Rams unter Vertrag und gewann mit ihnen den Super Bowl LVI.

## College
Anchrum spielte College Football für die Clemson Tigers an der Clemson University und nahm am Senior Bowl 2020 teil.

## NFL
Anchrum wurde von den Los Angeles Rams in der siebten Runde mit dem 250. Pick des NFL Draft 2020 ausgewählt.
Im März 2024 nahmen die Seattle Seahawks Anchrum unter Vertrag. Er wurde aber noch Saisonbeginn im Juli wieder entlassen. Daraufhin unterschrieb er einen Vertrag bei den New Orleans Saints. Von den Saints wurde Anchrum am 27. August 2024 im Rahmen der Kaderverkleinerung auf 53 Spieler ebenfalls vor Saisonbeginn entlassen. Am 5. November 2024 verpflichteten die Houston Texans ihn für ihren Practice Squad.
Am 20. Mai 2025 gaben die Kansas City Chiefs seine Verpflichtung bekannt. Er wurde allerdings noch vor Saisonbeginn entlassen. Am 4. August 2025 schloss er sich den Jacksonville Jaguars an.